# Санодзе, Давид
Давид Санодзе (груз. სანოძე დავით; род. 1 октября 1980) — грузинский футбольный судья.

## Биография
По состоянию на май 2013 года Санодзе в качестве главного арбитра работал в 3 матчах Высшей лиги Грузии, 39 матчах Первой лиги и 8 играх Кубка Грузии. В сезоне 2012/13 являлся главным арбитром четвертьфинальной игры Кубка Грузии «Металлург» (Рустави) — «Спартак-Цхинвали».
В феврале 2015 года обслуживал товарищескую игру в Турции с участием дубля московского «Спартака».